# Медведковский лесопарк
Медведковский лесопарк — природный заказник «Медведковский», который находится в Северо-Восточном административном округе города Москвы на территории района Северное Медведково.

## Историческая справка
Природный заказник «Медведковский» расположен в районе Северное Медведково. Медведково (первоначальное название Медведево) было названо так по прозвищу своего первого владельца — князя Василия Федоровича Пожарского («Медведь», «Медведок»), который жил тут в первой половине XVI века. Междуречье Яузы и Чермянки, в котором заключена территория заказника, показана на картах начала XX века безлесным. Вероятно, здесь были поля. Чуть севернее начинались небольшие перелески, и только за нынешней МКАД и вблизи Алтуфьева размещались значительные лесные массивы. В общем, здесь была обширная безлесная местность с населёнными пунктами Сабурово, Райево, Кашутино (Ватутино).

## Физико-географическая характеристика территории
Планируемый к образованию природный заказник «Медведковский» подлежит учреждению в границах объекта природного комплекса № 38 «Хлебниковский (Медведковский) лесопарк (квартал 101)». Территория планируемого к образованию природного заказника «Медведковский» расположена в районе Северное Медведково Северо-Восточного административного округа Москвы и примыкает к внутренней стороне МКАД. Территория имеет неправильную, приближающуюся к треугольнику, конфигурацию, вытянута в направлении с запада на восток на 920 м, с севера на юг — на 540 м. Общая площадь 21,49 га.
Территория природного заказника находится в Москворецко-Яузском междуречье Смоленско-Московской возвышенности и представляет собой участок полого-волнистой моренно-флювиогляциальной равнины (162-167 м) среднеплейстоценового возраста. Геоморфологическое разнообразие территории обеспечивается развитием флювиального комплекса долин правого притока р. Яузы и впадающих в него ручьев.
Вдоль южной, юго-западной и восточной границ лесопаркового массива расположены ложбины, по дну которых протекают ручьи. Наиболее длинный ручей, протекающий вдоль южной и юго-западной границ, является правым притоком реки Яузы. По долинам ручьев встречаются заболоченные участки с доминированием камыша и рогоза. На южной окраине лесного массива по течению правого притока реки Яузы имеется пруд (площадь водной поверхности 0,37 га), в который впадают вышеназванные ручьи. Берега пруда укреплены габионами.
В пределах лесного массива преобладают дерново-средне- и слабоурбоподзолистые почвы на суглинках и супесях. К участкам луговых сообществ приурочен комплекс урбаноземов и индустриземов.

## Флора и фауна
На территории заказника отмечено произрастание 131 вида высших сосудистых растений. Среди эколого-ценотических групп наиболее полно представлены лесные, преимущественно, неморальные (45 %), луговые и опушечные (40 %) растения. Разнообразие сорно-рудеральных видов невелико (7 %). Наличие водоемов и водотоков обусловливает наличие видов водно-болотного комплекса (5 %). Здесь встречаются виды, занесенные в Красную книгу города Москвы и Приложение 1 к ней: ветреница лютиковая, медуница неясная, незабудка болотная, ландыш майский, нивяник обыкновенный, короставник полевой, колокольчик скученный, сивец луговой и фиалка собачья. В заказнике преобладают лесные сообщества: березняки, осиново-березовый и березовый лес с участием лиственницы и широколиственных пород. Насаждения паркового типа занимают относительно небольшие площади. Площадь лугов и парковых насаждений невелика — суходольный луг с отдельно стоящими деревьями и разнотравно-злаковые сообщества. Рогозники и камышовые заросли приурочены к заболоченным подтопленным участкам.
Животный мир претерпел весьма существенные изменения. Однако на данной территории отмечен целый ряд видов животных, чье стационарное обитание или гнездование свидетельствует о существенном природоохранном потенциале рассматриваемой территории.
В пределах рассматриваемой территории обитают занесенные в Красную книгу города Москвы земноводные: травяная и остромордая лягушки, тритоны. Из включенных в Приложение к Красной книге города Москвы встречаются следующие виды животных: европейский крот, обыкновенная бурозубка, малый пестрый дятел, пеночка-теньковка, обыкновенный снегирь.
На отдельных участках лесопарка встречаются виноградные улитки.